# Giudice (famiglia)

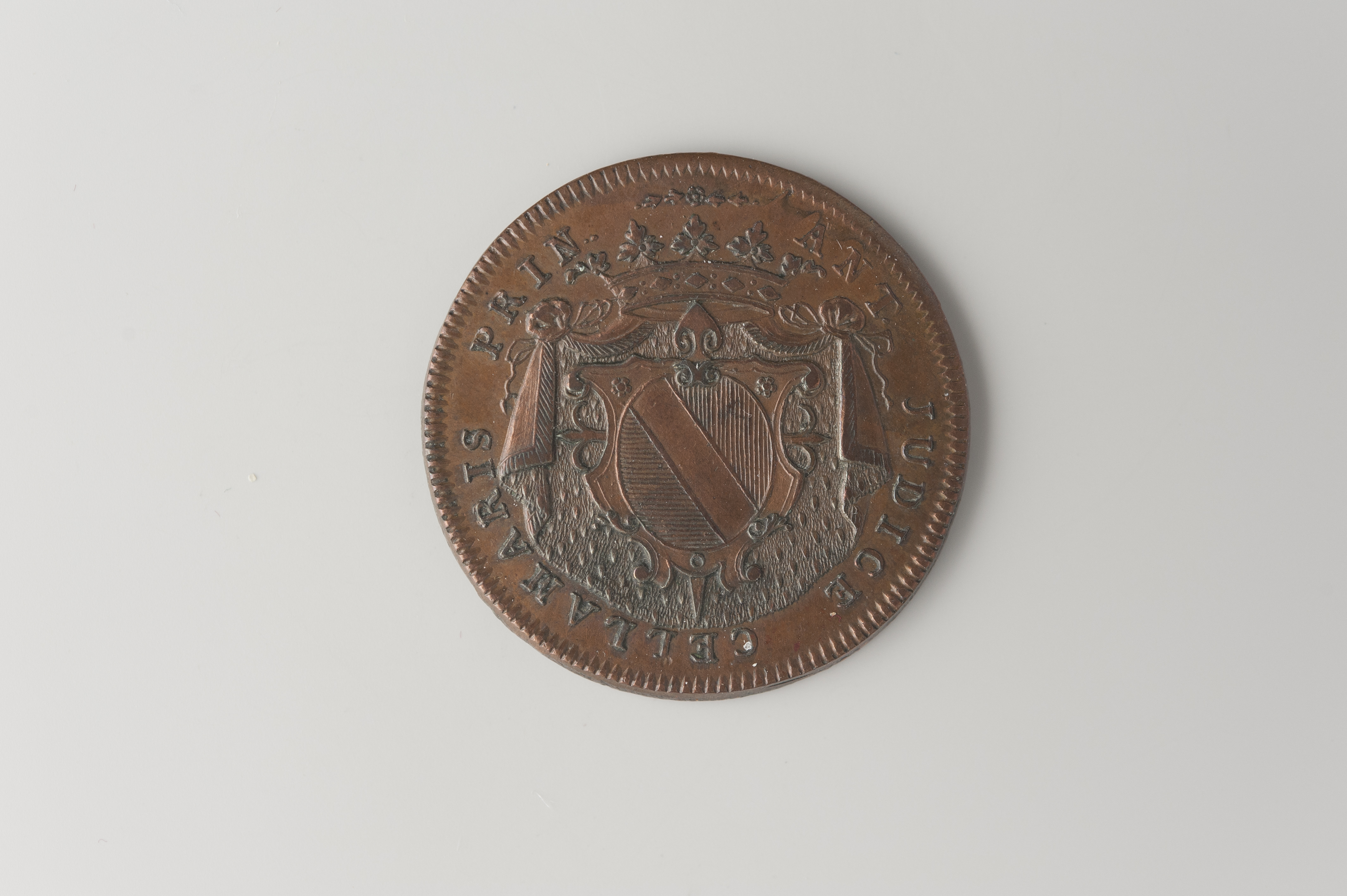
Stemma principesco di Casa del Giudice

La Casata del Giudice, nota anche come Delguidice, Giudici, Júdice, Iudicibus, de Judicibus e altre forme simili, è una nobile famiglia d'origine ligure, considerata tra i più cospicue della Repubblica di Genova, dove formarono gli alberghi dei Calvi, Franchi, Sopranis, Usodimare, e Vivaldi. 
Alcuni si distinsero anche al servizio della Chiesa Romana, del Regno di Napoli, del Regno di Spagna, del Regno del Portugallo ed altri.

## Storia

### Origine
Sia Federico Federici che Odoardo Ganduccio li hanno ritenuti d'origine confusa, per crederli discendenti di diversi portatori della carica di giudice alle primi anni della Republica di Genova. Nella sua Genealogie Génoise, Teofilo Cavallerone, li propone discendenti d'un Otto Guercio, anche citato da Federici e Ganduccio, e identificato da Romeo Pavoni come Ottone Guercius, (anche Giudice), console dei placiti al servizio di Siro II, arcivescovo di Genova nel 1142. Secondo Luca Filangieri, questi Guerci appartenevano alla difusa discendenza dei visconti di Carmandino, insieme agli Spinola, Embriaco, Castro, Usodimare, Mari, Malocello, ed altri, senza dubbio la consorteria più potente delle primi anni della repubblica genovese. Si tratta tuttavia d'un'interpretazione filologica del cognome che non trova conferma nei manoscritti dell'epoca, soprattutto atti notarili, che dimostrano l'esistenza di questa famiglia ben prima del 1142.

### Ascesa nella Repubblica di Genova

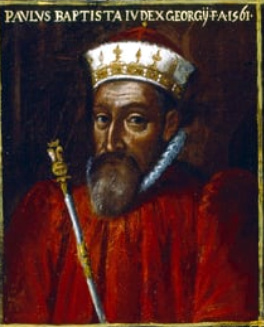
Paolo Battista Calvo de' Giudici, 62º doge della Repubblica di Genova

Secondo Federici si divisero in rami stabiliti a Diano, Ventimiglia e Rapallo. Il rapporto più attendibile comincia a partire da Ottone Guercio (anche Giudice), console dei placiti di Siro II nel 1142, carica riportata anche a partire dal 1143 ai suoi figli Ugo, Enrico e Giovanni, tutti soprannominati Giudice. Nel 1164 Vassallo del Giudice fu uno degli armatori genovesi che portarono al re Barisone in Sardegna per ordine del imperatore Federico I Barbarossa, e nel 1168 Rifiutato appare come ambasciatore presso la Repubblica di Lucca.
Nel passaggio del XII e XIII secolo i Giudici sono ritrovati alla Riviera di Ponente, tra cui Ottone (sindaco di Diano), Guirardo (podestà di Sanremo), e Riccobono (ambasciatore presso il libero comune di Tortona). Tra i più noti al XIII secolo fu Guarnerio de' Giudici, ambasciatore di Genova a Milano nel 1241, uno degli otto nobili e padri del Comune nel 1245, console nel 1248, e infine ambasciatore presso l'imperatore Michele VIII Paleologo, essendo uno dei due nobili genovesi che firmarono il Trattato di Ninfeo nel 1261.
L'affermazione al governo genovese arrivò all'elevazione di Guglielmo Boccanegra come capitano del popolo, di cui Giovanni di Ugolino fu assessore, prima di essere nominato ambasciatore presso il re Manfredi di Sicilia, mentre il fratello Pietro lo fu presso il re Carlo I d'Angiò e finalmente a Roma presso Adriano V nel 1276. Lo stesso Federici distinse quest'ultimo d'un altro Pietro, ambasciatore presso a Bonifacio VIII nel 1295, al re Carlo II d'Angiò nel 1300, e al papa Giovanni XXII nel 1334.
Dal XIV secolo Federici riporta anche la linea stabilita a Rapallo, coinvolta nella redditizia mercatura della lana. Da questi, Guglielmo de' Giudici fu membro del Consiglio degli Anziani nel 1346 e padrone d'una galea nel 1352, anno della Guerra degli Stretti contro i veneziani e aragonesi a Costantinopoli. Nel 1355 Galeotto fu anche eletto al Consiglio degli Anziani per la prima di tre volte, per poi essere nominato capitano di Famagosta (Cipro) nel 1385. Nel 1386 Gabriele venne nominato anziano, Tommaso nel 1391 e Raffaele nel 1400, prima di ricevere la carica di rettore della Repubblica per il partito ghibellino nel 1413.
Attraverso il XV secolo, i Giudici continuarono a riportare importanti cariche nella magistratura statale, particolarmente nel Consiglio degli Anziani. Nel 1404 Niccolò di Galeotto appare per la prima volta come membro del albergo dei Sopranis.
Alla riforma degli alberghi nel 1528, i Giudici erano albergati ai Calvi, Franchi, Usodimare e Vivaldi, anche se al Liber Primus Nobilitatis se trovano solo Paolo Battista, Giuliano, Gio. Andrea, Sebastiano e Nicolò all'albergo dei Calvi, e Girolamo e Cristoforo all'albergo Vivaldi. Nel Libro d'Oro della Nobiltà Genovese (Liber Aureus Ascriptionum Nobilitati Reipublicae Genuensis) si trovano molti altri sotto la denominazione latina di Iudex (anche Iudicibus).
Nel 1561 Paolo Battista de' Giudici (anche Calvo de' Giudici) fu nominato 62º doge della Repubblica di Genova, incarico che ritenne fino la sua morte alcuni mesi dopo.

### In Spagna e a Napoli

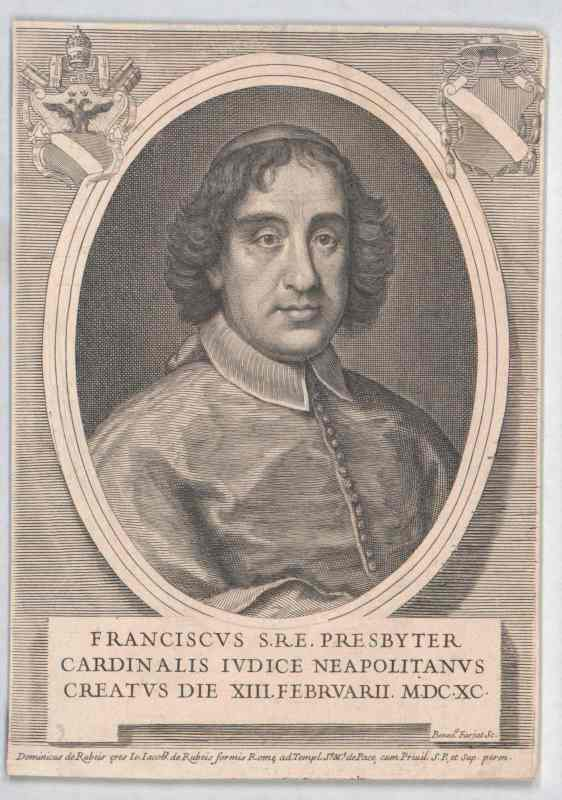
il cardinale Francesco del Giudice

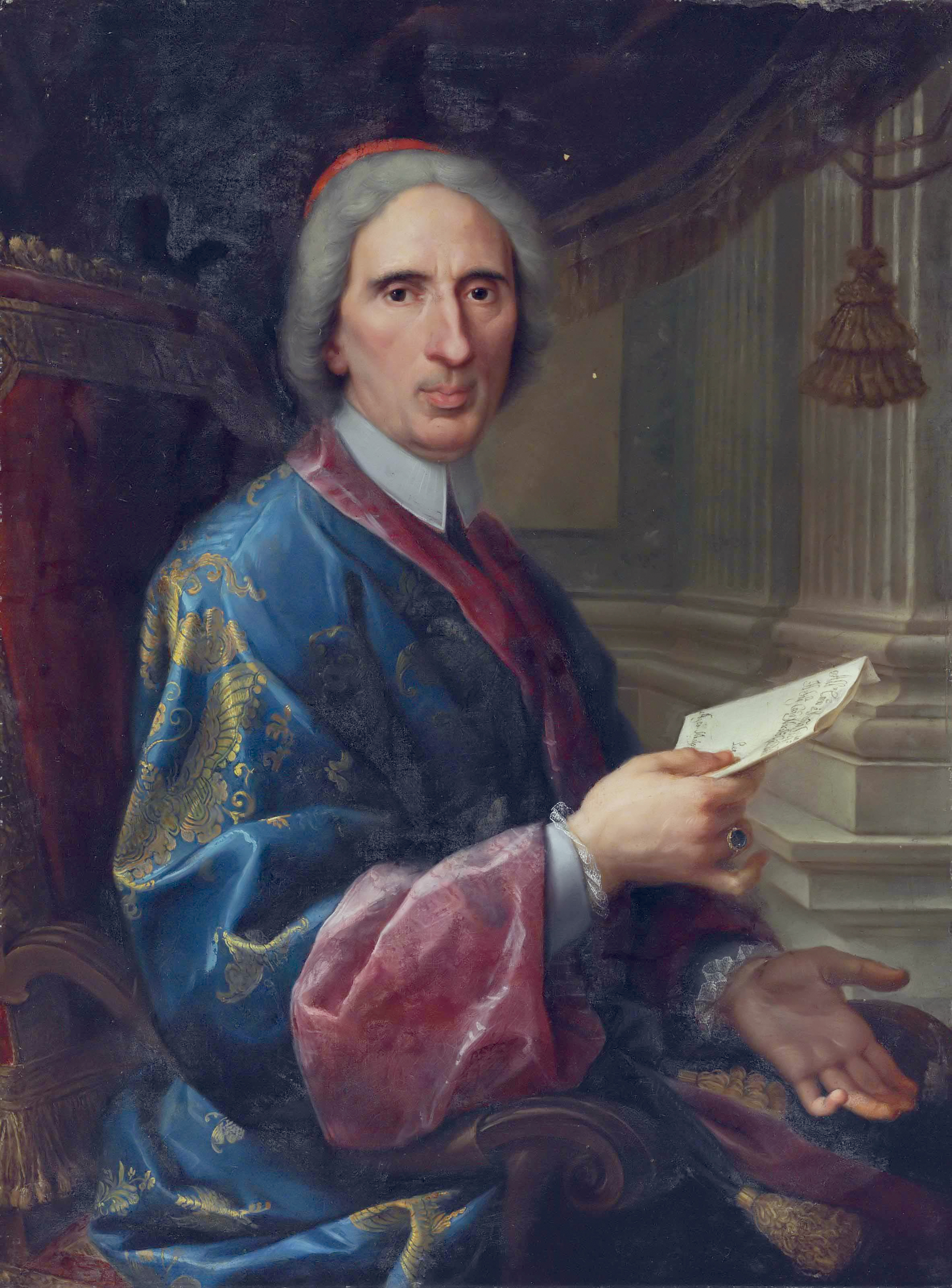
Il cardinale Niccolò del Giudice ritratto da Agostino Masucci

Alcuni esponenti della linea di Rapallo si trovarono a Barcellona, nel Regno d'Aragona, dove parteciparono in diversi affari mercantili, armatoriali e militari al servizio degli Asburgi. Paris del Júdice fu ammiraglio del re di Spagna, mentre il fratello Nicolás fu generale, entrambi cavalieri dell'ordine di Santiago. Un altro fratello, Sebastián de Júdice, armatore di galee e finanziario al servizio degli Asburgo fu anche genitore del maestro di campo Francisco, primo signore di Sant Feliu de Lluelles in Catalogna.
Intorno al 1530 alcuni esponenti della famiglia si stabilirono nel Regno di Napoli. Tra i suoi discendenti più noti vi fu Marcantonio, padre di Nicolò del Giudice, primo duca di Giovinazzo (1639) e principe di Cellamare (1631). Suo figlio Francesco fu creato cardinale, mentre il primogenito, Domenico, 2º duca e principe, fu tesoriere generale del Regno di Napoli e ambasciatore di Filippo V presso il duca di Savoia, il re di Francia e il re di Portogallo, poi nominato viceré del Regno d'Aragona e consigliere del Supremo Consiglio d'Italia a Madrid. Il figlio di quest'ultimo, Antonio del Giudice, 3º duca di Giovinazzo e principe di Cellamare, fu maestro di campo di Filippo V alla Guerra di successione spagnola e suoi ambasciatori presso il nonno Luigi XIV di Francia. A Parigi, il principe diventò il principale protagonista della Congiura di Cellamare, ordita per destituire il duca Filippo II d'Orleáns come reggente e tutore del giovane re Luigi XV. Questa linea dei Giudici fu estinta al XVIII secolo, passando i suoi titoli alla linea femminile denominata dei Giudici-Caracciolo.

### Nel Regno del Portogallo
I primo di questa linea è stato Paolo Andrea, originario di Sampierdarena, da dove parte nel XVIII secolo al Regno del Portogallo.

## Personalità
- Ottone, console dei placiti (1142)
- Ugo, console dei placiti (1144)
- Vasallo, armatore (1164)
- Enrico, console dei placiti (1166)
- Rifiutato, ambasciatore presso la Repubblica di Lucca (1168)
- Guirardo, podestà di Sanremo, benemerito di Ventimiglia (1223)
- Ottobono, ambasciatore presso il Regno d'Aragona (1229)
- Guarnerio, console di Genova, ambasciatore presso l'Impero Romano d'Oriente al Trattato di Ninfeo (1261)
- Giovanni, ambasciatore presso il re Manfredi di Sicilia (1261)
- Pietro, ambasciatore presso il re Carlo I d'Angiò e il papa Adriano V (1276)
- Pietro, ambasciatore presso il papa Bonifacio VIII, il re Carlo II d'Angiò e il papa Giovanni XXII (1334)
- Guglielmo, anziano, patrone di galea nella Guerra degli Stretti (1352)
- Galeotto, anziano di Genova, capitano di Famagosta (1384)
- Gabriele, anziano di Genova (1386)
- Tommaso, anziano di Genova (1391)
- Niccolò, anziano di Genova, padrone di galea, ambasciatore presso il papa Gregorio XII (1408)
- Cristoforo, anziano di Genova (1408)
- Raffaele, anziano e rettore della Repubblica di Genova (1413)
- Pietro, anziano di Genova (1433)
- Tommaso, anziano di Genova (1439)
- Giovanni, anziano di Genova (1459)
- Bartolomeo, anziano di Genova (1463)
- Paolo, anziano di Genova (1464)
- Giorgio, anziano di Genova (1483)
- Girolamo, anziano di Genova (1517)
- Paolo, anziano di Genova (1522)
- Paolo Battista, 62º doge della Repubblica di Genova (1561)
- Agustín, priore degli agostiniani a Gerona
- Paris (m. 1634), ammiraglio del re di Spagna, cavaliere del ordine di Santiago
- Nicolás, generale del re di Spagna, cavaliere del ordine di Santiago
- Sebastián (m. 1638), armatore, cavaliere del ordine di Santiago
- Francisco (1626-1658), signore di Sant Feliu de Lluelles, maestre di campo, cavaliere del ordine di Calatrava
- Nicolò (1587-1681), 1º duca di Giovinazzo e principe di Cellamare
- Domenico, 2º duca di Giovinazzo e principe di Cellamare, viceré d'Aragona
- Francesco (1647-1725), cardinale, arcivescovo di Monreale, governatore di Roma, inquisitore generale di Spagna
- Antonio (1657-1733), 3º duca di Giovinazzo e principe di Cellamare, ambasciatore di Filippo V di Spagna presso Luigi XIV di Francia
- Niccolò (1660-1743), cardinale, prefetto del Palazzo Apostolico
- Gaetano (1816-1880), governatore di Capitanata, deputato del Regno d'Italia
- Achille (1819-1907), senatore del Regno d'Italia, cavaliere del Ordine di Malta
- Giuseppe (1819-1909), storico e archivista, cavaliere del ordine dei Santi Maurizio e Lazzaro
- Antonio (1913-1982), arcivescovo di Gerapoli di Siria, nunzio apostolico

## Palazzi e ville
- Palazzo Ducale di Giovinazzo
- Castello di Cellamare
- Palazzo del Giudice (San Gregorio Matese)